# Arenal de Álvarez
Arenal de Álvarez är en ort i Mexiko.   Den ligger i kommunen Benito Juárez och delstaten Guerrero, i den södra delen av landet, 290 km sydväst om huvudstaden Mexico City. Arenal de Álvarez ligger 17 meter över havet och antalet invånare är 1 311.
Terrängen runt Arenal de Álvarez är huvudsakligen platt, men österut är den kuperad.  Närmaste större samhälle är San Jerónimo de Juárez, 2,2 km nordväst om Arenal de Álvarez. 